# Carmen Cinira
Carmen Cinira, pseudônimo de Cinira do Carmo Bordini Cardoso (Rio de Janeiro, 16 de julho de 1902  - Rio de Janeiro, 30 de agosto de 1933) foi uma poetisa brasileira. Era talentosa e uma pessoa encantadora o que proporcionou-lhe a admiração de várias pessoas. Dentre seus admiradores estava Humberto de Campos. 

## Vida
Carmen Cinira nasceu no Rio de Janeiro em 16 de julho de 1902. Chegou a cursar a Escola Normal, porém, não almejando  a carreira de professora, abandonou o curso, e dedicou-se integralmente à  atividade literária.
Sua estreia ocorreu com os Primeiros Voos,  uma coletânea de versos indecisos. Neles, contudo, já se mostrava a poetisa, com a sua tendência pessoal inevitável — a sua preocupação constante com os  temas do amor. Publicou Crisálida, trazendo prefácio de Osório Duque Estrada. Esses livros eram, todos reflexo de um mesmo espírito inquieto, porém facilmente desencantado da vida e da felicidade; e reflete, cada um deles, um novo desdobramento dos mesmos sentimentos e das mesmas decepções da poetisa.
Carmen contraiu tuberculose de seu marido, pois ela quem cuidava dele. Ficou viúva aos 20 anos. 
Em 1933,  Carmen Cinira — cuja saúde sempre fora debilitada — adoeceu com uma gripe forte. Foi encaminhada por um médico para São José dos Campos. Ali ela permaneceu durante cinco meses, internada no sanatório Vicentina Aranha. Regressou ao Rio de Janeiro na esperança de poder curar o seu mal tão grave, o que não ocorreu e ela veio a falecer em 30 de agosto de 1933. 

## Obras
- (1928) Primeiros Voos
- (1929) Grinalda de Violetas
- (1934) Sensibilidade (póstumo)
- (1935) Crisálidas (póstumo)